# Trichomycterus chaberti
Trichomycterus chaberti é uma espécie de peixe da família Trichomycteridae.
É endémica de Bolívia.